# Robert Lembke
Robert Lembke (München, 17 september 1913 - aldaar, 14 januari 1989) was een Duitse tv-presentator en journalist.

## Levensloop
Robert Lembke werd in 1913 geboren als zoon van een directielid van een platenlabel. Het huwelijk van zijn ouders werd echter in 1918 ontbonden. Zijn Joodse vader emigreerde in 1936 naar het Verenigd Koninkrijk. Lembke ging als 18-jarige rechten studeren, welke studie hij echter niet afmaakte. Vervolgens ging hij werken als journalist bij het Berliner Tageblatt en Simplicissimus, een satirisch weekblad. Door zijn weigering om een loyaliteitsverklaring te ondertekenen, mocht hij vanwege het nationaalsocialistische tijdperk geen werk meer verrichten als journalist en nam hij een baan aan bij de I.G. Farben als verkoper van advertenties en lichtgevende verfstoffen.

## Carrière
Na de Tweede Wereldoorlog richtte Lembke, samen met Hans Habe, Erich Kästner en Stefan Heym, de Neue Zeitung op in München en Lembke nam de leiding over het bereik binnenlandse politiek. Vanaf 1949 werkte hij bij de Bayerischer Rundfunk in diverse functies, waaronder radiochef, als vervangende hoofdredacteur en als leider van de nieuwsafdeling. Bij het Wereldkampioenschap voetbal 1954 was hij tijdens het legendarische Wonder van Bern assistent van Herbert Zimmermann. In 1956 werd hij hoofdredacteur en vervangend tv-directeur. Vanaf 1969 was hij bedrijfsleider van het Duitse Olympiacentrum en in 1972 was hij verantwoordelijk voor de radio- en tv-uitzendingen van de Olympische Zomerspelen 1972 in München. Ten slotte werd hij hoofdredacteur van de Bayerischer Rundfunk en vervangend programmadirecteur van de ARD. Hij was ook als regisseur verantwoordelijk voor de uitzending van het Wereldkampioenschap voetbal 1974.
Van 1955 tot 1958 en van 1961 tot 1989 presenteerde Lembke 337 afleveringen van de uitzending Was bin ich?, waarin een panel van vier prominenten (onder meer Hans Sachs, Marianne Koch (Anneliese Fleyenschmidt), Annette von Aretin en de Zwitser Guido Baumann) het beroep moesten raden van een kandidaat. Ook succesvol was zijn live radioquiz bij de radiozender NDR, 17 + 4 – Ein heiteres Stegreifspiel, in 320 afleveringen van 1957 tot 1984 vanuit Studio Hamburg. Ook hier behoorden prominenten tot het panel, waaronder Annette von Aretin (Irene Zander), Hannelore Krollpfeifer, Herbert Zimmermann, Werner Steinhoff en Hermann Rockmann. Het principe berustte op de spelregels van de quiz Was bin ich?, maar week daar iets vanaf. In de jaren 1970 produceerde de landelijke studio OÖ van de Oostenrijkse radio enkele afleveringen van deze radioserie, eveneens met Robert Lembke. Slechts Annette von Aretin werd overgenomen, de rest van het panel kwam uit Oostenrijk.

## Privéleven en overlijden
In 1935 trouwde hij met Mathilde Bertholt, waarmee hij drie jaar later een dochter kreeg. Robert Lembke overleed op 14 januari 1989 op 75-jarige leeftijd tijdens een hartoperatie en werd bijgezet op de Westfriedhof in München.

## Onderscheidingen
- 1967: Goldene Kamera in de categorie Beste presentatie voor Was bin ich?
- 1970: Bayerischer Verdienstorden
- 1975: Bundesverdienstkreuz 1. Klasse
- 1982: Goldene Kamera in de categorie Ehrenkamera 30 Jahre Fernsehen
- 1985: Bambi